# Torre Ribota
Torre Ribota és una torre del municipi de Castelló d'Empúries (Alt Empordà) declarada bé cultural d'interès nacional.

## Descripció
Teòricament, en el sector d'Empuriabrava, hi havia les restes d'una torre bastida vers el segle xv, identificada com la torre Ribota. Després de realitzar la prospecció visual de la zona, l'element no es va localitzar, probablement perquè fou destruït durant l'urbanizació de tot el sector residèncial d'Empuriabrava.

## Història
Anteriorment a la construcció de la urbanització, la zona d'Empuriabrava estava dedicada a l'explotació agrària i ramadera, sobretot en forma de pastures i, en un grau molt menor, algunes zones d'aiguamoll per conrear. El sector central i nord-est, més proper al mar i conegut com les Tribanes, era ocupat per un gran nombre de petites parcel·les allargades o peces, originades per la desamortització de les terres comunals a mitjans del segle xix, que pertanyien a petits propietaris de Castelló. Hi havia cinc grans masos o cortals que comptaven amb terres de conreu i parcel·les de pastura o closes, tancades per recs de drenatge. Aquests masos pertanyien a dos grans propietaris, quatre d'ells propietat d'Antoni de Moixó i Güell, marquès de Sant Mori. Eren els anomenats cortals Llebrer, Modaguer, Moixó i el Vell. El cinquè era la Torre Ribota, de la família Llorens de Roses. D'aquestes construccions només es conserven vestigis dels cortals Vell i Llebrer, tot i que força modificats amb el pas del temps i per l'adaptació als seus nous usos, un hotel i un restaurant. La resta d'edificis, incloent la torre Ribota, han desaparegut.